# مبضع قرنية مجهري
مبضع القرنية المجهري هو أداة جراحية دقيقة ذات شفرة متذبذب مصممة لإنشاء سديلة القرنية في جراحة الليزك أو زرع القرنية الصفائحي الآلي (ALK). يتراوح سمك القرنية البشرية الطبيعية من حوالي 500 إلى 600 ميكرومتر؛ وفي إجراء الليزك، يُنشئ مبضع القرنية المجهري شريحة بسمك يتراوح من 83 إلى 200 ميكرومتر. يستخدم مبضع القرنية المجهري نظام شفرة تذبذبي، حيث يحتوي على شفرة تهتز أفقيًا أثناء تحرك الشفرة عموديًا للحصول على قطع دقيق. يتم استخدام هذه القطعة من المعدات في جميع أنحاء العالم لقطع سديلة القرنية. يتم استخدام مبضع القرنية المجهري أيضًا في زرع القرنية البطاني، حيث يتم استخدامه لقطع طبقة رقيقة من الجزء الخلفي من قرنية المتبرع، والتي يتم بعد ذلك زرعها في القرنية الخلفية للمتلقي. اخترعها خوسيه باراكير وسيزار كارلوس كاريازو في الخمسينيات في كولومبيا.
من 2023، هناك خياران لقطع القرنية، وهما مبضع القرنية المجهري وليزر الفمتو ثانية. يُصدر الأخير نبضات فائقة القصر تعمل بمثابة شفرة لقطع العين بدقة أكبر. يختلف الجراحون في المفاضلة بين استخدام ليزر الفيمتو ثانية أو مبضع القرنية المجهري في عملياتهم، إلا أن معظم الجراحين والمرضى يفضلون استخدام ليزر الفمتو ثانية عديم الشفرات.

## التاريخ
اُختُرِع مبضع القرنية المجهري في 1948 على يد خوسيه إغناسيو باراكير مونير في بوغوتا، كولومبيا. يُعرف باراكير بأنه أبو جراحة العين الانكسارية نظرًا لمشاركاته واكتشافاته على مدار حياته في هذا المجال.  قام باراكير بتطوير مبضع القرنية المجهري لإجراء عملية تقويم القرنية لتصحيح خطأ انكسار العين، والذي تطور إلى جراحة الليزك في القرن الحادي والعشرين. يحدث الخطأ الانكساري بسبب القرنية غير السليمة التي تمنع الضوء من الانكسار والتجمع بشكل صحيح على الشبكية، مما يؤدي إلى صور ضبابية. كان تصحيح الخطأ الانكساري بمثابة خبرة باراكير، ومع مرور الوقت استمر في تعديل وتطوير طريقته لتصحيح خطأ الانكسار. في 1958، أجرى باراكير عملية استئصال صفائحي في الموقع (استبدال أنسجة القرنية)، حيث استخدم نموذجًا مبدئياً لمبضع القرنية المجهري الذي كان يتحرك على طول حلقة بدون موجه. بحلول 1962، ابتكر باراكير مبضعًا مجهرياً أكثر دقة مزودًا بحلقة شفط من شأنها أن تكون بمثابة موجه. تقوم الحلقة بشفط العين في مكانها لخلق ضغط لعمل قطع دقيق. تطلبت جراحة باراكير إنشاء سديلة حرة، مما يعني قطع القرنية بالكامل. في 1991، قدم إيوانيس باليكاريس مفهوم مفصل القرنية، الذي يبقي سديلة القرنية متصلة ويسرع من عملية الالتئام. وفي نفس العام، تم إطلاق مبضع القرنية المجهري الآلي. يحتوي الأخير على نظام من التروس يضمن سرعة ثابتة للشفرة للحصول على سمك سديلة ثابت.
مع بدء اكتساب مبضع القرنية المجهري شهرة، بدأت شركات الأدوات الجراحية في إنشاء مبضع القرنية الخاص بها. لا تزال شركة موريا الفرنسية تنتج مجهرات القرنية الدقيقة، بينما توقفت الشركات الأخرى عن إنتاج المبضع بسبب شهرة ليزر الفمتو ثانية. كان مبضع القرنية المجهري من موريا مميزًا لأنهم ابتكروا أول مبضع قرنية مجهري للاستخدام مرة واحدة في 1999، مما أدى إلى مضاعفات أقل فيما يتعلق بالشفرة. ابتكرت شركة كايرون هانزاتوم، والذي أصبح يُعرف كمعيار من حيث سلامته واتساقه. أنشأ جهاز هانزاتوم أيضًا مفصلًا علويًا، مما قلل من خطر إزاحة السديلة بسبب الرمش. أنشأت شركة AMO جهاز أماديوس، والذي صُمم للاستخدام بيد واحدة، مما أدى إلى سرعة تعلم الجراحين الجدد.
اعتبارًا من عام 2023، انخفض استخدام مبضع القرنية المجهري بشكل كبير بسبب زيادة الإقبال على استخدام ليزر الفمتو ثانية. لا يزال عدد قليل من الجراحين يستخدم مبضع القرنية المجهري نظرًا لانخفاض التكلفة والراحة في استخدام مبضع القرنية الدقيق. ومع ذلك، فإن معظم الجراحين والمرضى يميلون إلى تفضيل ليزر الفمتو ثانية عديم الشفرة، بسبب دقته وسلامته.

## المكونات

### حلقة الشفط
أثناء اقتطاع القرنية، تعمل حلقة الشفط على تثبيت العين وتقويتها. اعتمادًا على قطر السديلة المطلوب وشكل القرنية، يتم استخدام حلقات شفط مختلفة. الجزء العلوي من حلقة الشفط (اللوحة) مخصص للقرنية بأقطار مختلفة. تقوم أنابيب السيليكون المرنة بتوصيل القسم المركزي بغرفة الشفط الخاصة بالحلقة. يوجد على الجزء الخارجي العمودي من حلقة الشفط وصلة تسمح بالإغلاق المحكم لتحقيق شفط مناسب. يتم استخدام كل هذه الأجزاء معًا لإنشاء حلقة الشفط. يقلل استخدام حلقة الشفط الصحيحة من خطر المضاعفات.

### الرأس القاطع
يتكون الرأس القطع من قالب غير مهتز ووحدة شفرة متذبذبة. يتكون القالب غير المهتز من نظام تتبع ولوحة تسطيح وتجاويف. يتطابق نظام التتبع مع حلقة الشفط لتوصيل الرأس بالحلقة باستخدام الأخاديد المقابلة. لوحة التسطيح هي جزء من القالب الذي يسبق الشفرة المتذبذبة ويقوم بتسطيح القرنية لعمل زاوية ثابتة للشفرة للحصول على سمك سديلة ثابت. يتم استخدام تجاويف القالب لتثبيت وحدة الشفرة المتذبذبة في مكانها. تحتوي وحدة الشفرة المتذبذبة على شفرة مصنوعة من الفولاذ المقاوم للصدأ أو الكروم البلاتيني. تبلغ سرعة التذبذب القياسية للشفرة 15000 دورة في الدقيقة مع زاوية تعشيق تتراوح بين 24° و30° اعتمادًا على سمك السديلة المطلوب. يحدد اتجاه القطع نوع سديلة القرنية التي تم إنشاؤها عليها.

### وحدة المحرك
يتم توصيل وحدة المحرك بالرأس القاطع للتأكد من أن محور المحرك يناسب الشفرة ويهتز بشكل صحيح. تستخدم وحدة المحرك محركًا كهربائيًا فرديًا أو مزدوجًا للترجمة الآلية. للترجمة اليدوية للرأس، يتم استخدام عنفة غازية لتذبذب الشفرة.

### الوحدة المركزية
توفر الوحدة المركزية الطاقة اللازمة لتشغيل وحدة المحرك وتخلق ضغطًا بين مقلة العين وحلقة الشفط. يتم استخدام دواسة واحدة لبدء ولإيقاف الضغط الناشئ من حلقة الشفط. تتحكم الدواسة الثانية في تذبذب شفرة المبضع.

## آلية العمل
أثناء جراحة العين الانكسارية، يعمل مبضع القرنية المجهري يدويًا أو تلقائيًا بواسطة الجراح في حوالي 5 ثوانٍ. يوفر الدسر الآلي للرأس سرعة ثابتة لإنتاج سمك سديلة ثابت، بينما عند القيام به يدويًا، تكون السرعة غير متناسقة، مما يؤدي إلى إنشاء سمك سديلة غير منتظم.
أولاً، يتم تثبيت مبضع القرنية المجهري على العين عن طريق وضع حلقة شفط على القرنية بحيث تكون حدقة العين في المنتصف لتثبيت العين. تأتي حلقة الشفط إما من بلاستيك أو معدن وحيد الاستعمال، وتطبق ضغطًا يتراوح من حوالي 60 إلى 160 مم زئبق لتثبيت العين للحصول على قطع نظيف. بعد ذلك، يقوم الجراح بوضع مخدر موضعي لترطيب القرنية أثناء القطع. بعد ذلك، يتم تثبيت رأس مبضع القرنية الدقيق على حلقة الشفط حتى يتمكن من الحركة عليها. تتحرك الشفرة المتذبذبة للمبضع عبر العين بسرعة ثابتة، بحيث يكون سمك السديلة الناتجة دقيقًا. للحصول على سمك أكثر دقة للسديلة، يجب على الجراح الانتباه إلى عوامل أخرى مثل حدة الشفرة وبروزها وزاويتها وسرعة التذبذب والسرعة التي تتحرك بها. بشكل عام، كلما كانت السرعة أبطأ، كلما كان القطع في القرنية أكثر سمكًا. بعد ذلك، يرتد المبضع خارج القطع، مما يسمح بتحرير الشفط من العين لتقليل خطر العيوب الظهارية. بعد إجراء القطع، يمكن إجراء جراحة العين حسب المطلوب. يمكن إعادة استخدام شفرة المبضع، لكن معظم الجراحين يستخدمون شفرة جديدة لكل عين لأن البلادة الطفيفة للشفرة يمكن أن تسبب مضاعفات.

## المزايا
يعد مبضع القرنية المجهري من الأدوات المعتمد عليها منذ اختراعه. يتميز مبضع القرنية المجهري بالعديد من المنافع بما فيها السرعة والراحة والتكلفة المنخفضة. تستغرق عملية مبضع القرنية المجهري حوالي 5 ثوانٍ فقط. وبما أن العملية قصيرة، فإن مدة الشفط قصيرة، مما يجعل المريض أكثر راحة. أيضًا، بعد الإجراء، يسبب مبضع القرنية المجهري التهابًا أقل مقارنةً بليزر الفمتو ثانية. بالإضافة إلى ذلك، فإن الجراحة باستخدام مبضع القرنية المجهري تكلف أقل بكثير من جراحة الفيمتو ثانية بالليزر. في الولايات المتحدة، تبلغ تكلفة جراحة الليزك باستخدام مبضع القرنية المجهري حوالي 1500 دولار للعين، بينما تبلغ تكلفة جراحة الليزر حوالي 2500 دولار للعين.

## المضاعفات
يتميز كل من مبضع القرنية المجهري وليزر الفيمتو ثانية بمعدلات مضاعفات منخفضة، حيث تبلغ نسبة مضاعفات مبضع القرنية المجهري حوالي 0.6٪ وليزر الفمتو ثانية 0.3٪. رغم ذلك، تنشأ مضاعفات نادرة بما في ذلك السديلة ذات العروة أو غير المنتظمة أو الرفيعة أو غير المكتملة أو الصغيرة أو الغطاء الحر. هذه كلها سديلات غير سليمة تجبر على ترك الجراحة. لتجنب هذه المضاعفات هناك مجموعة من القواعد المتعلقة بأنواع العيون المختلفة، مثل القرنية المسطحة والحادة والصغيرة والكبيرة.
أكثر المضاعفات شيوعاً مع مبضع القرنية المجهري هو حدوث عيب ظهاري وفقدان المناطق البؤرية للظهارة . يمكن أن يسبب ذلك الألم والتدميع وضبابية الرؤية والاحمرار ورهاب الضوء. يحدث هذا بسبب تأثير قوة القص للمبضع على الظهارة من الغشاء القاعدي.